# Ковыль украинский
Ковы́ль украи́нский (лат. Stīpa ucraīnica) — вид трав из рода Ковыль семейства Злаки (Poaceae).
По данным The Plant List на 2013 год, название Stipa ucrainica P.Smirn. является синонимом действительного названия Stipa zalesskii Wilensky — Ковыль Залесского.

## Ареал и среда обитания
Причерноморский эндемик, произрастает в степной зоне Европы, от Румынии до Западного Казахстана, наиболее характерен для Черноморско-Азовских степей. Как правило разрастается в дерновиннозлаковых и каменистых степях, иногда на склонах балок. Этот вид сохранен на территории Персиановской заповедной степи.

## Ботаническое описание
Многолетнее растение высотой от 30 до 60 см.
Листья шероховатые, в диаметре до 0,6 мм, внутри густоволосистые.
Колос одноцветковый, соцветие — редкая метёлка. Период цветения — май, опыляется ветром.
Плод узкий с волосками, которые закрепляют его в почве, плодоносит обильно.

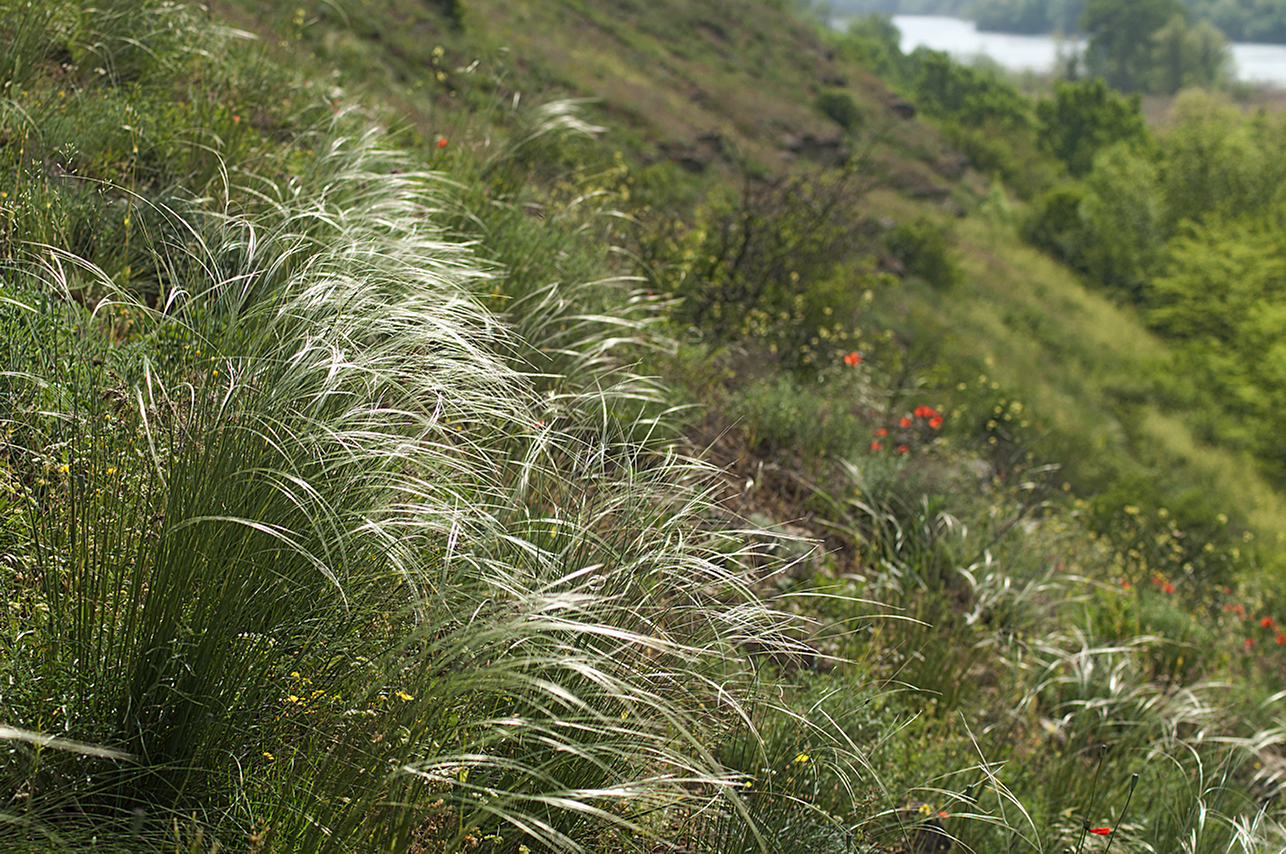

## Использование
Используется в качестве корма для скота, так же вид часто используется в декоративных целях для составления букетов, что является одним из лимитирующих факторов.

## Охрана
Включен в Красные Книги 3 субъектов РФ (Ростовская область, Ставропольский край, Республика Калмыкия), был включен в Красную книгу РСФСР, включен в Красную Книгу Украины.